# Heart to Break
"Heart to Break" é uma canção da cantora e compositora alemã Kim Petras . Foi lançada em 14 de fevereiro de 2018. É o sexto dos onze singles que formam o projeto não oficial da artista, Era 1.

## Antecedentes e composição
Em uma entrevista à Billboard, Petras afirmou que "['Heart To Break'] estava meio que resumindo minhaz experiências de desgosto, mas fazendo uma música divertida sobre eles. Está descrevendo a parte de você que está prestes a cometer um erro e sabe que está cometendo um erro, mas você não se importa, porque ainda quer pular e fazê-la." Mais tarde, em sua crítica à música, Bryan Kress descreveu a música como um "som pop otimista e descarado" que "se aventura em um novo território para a compositora, enquanto ela enfrenta um relacionamento ruim enquanto tenta espremer o máximo de diversão enquanto dura." Mais tarde, ele afirma que "a corda bamba lírica da situação não foi tarefa fácil para Petras", inspirada em "Heart of Glass", de Blondie, e "Lovefool", de The Cardigans.
Kim falou sobre a produção da música para a revista Interview: "Eu adoro. Já a tocamos por um tempo. Demorou muito tempo para escrevê-la, porque nunca sentimos que estava certo. Demorou três meses ou algo assim. para obter a versão correta. Estou realmente orgulhosa disso!"

## Temática musical
A música é sobre como iniciar um relacionamento quando você está extremamente apaixonado por alguém. Mesmo que o relacionamento termine e ela esteja uma bagunça no final, ela não se importará porque a experiência do amor valeu a pena.
"É basicamente como suicídio amoroso. Aqui, tenha meu coração, eu sei que você vai chupar e você vai ou quebre e você vai me matar com isso, mas foda-se, eu vou pular nesse relacionamento doentio com um sorriso. O que é muito autobiográfico para mim. Eu só tenho um histórico de me apaixonar pelos caras errados, onde todo mundo fica tipo, 'Cara, não' e então eu faço isso totalmente e eu não me importo. Eu sei perfeitamente como isso vai acabar, mas ainda o faço. Isso é apenas um erro repetido que eu cometo e, portanto, é uma música sobre isso." disse Petras sobre a música para a revista Interview.

## Vídeo de música
O videoclipe foi lançado em 26 de abril de 2018. Em sua cobertura de estréia em vídeo da música, a revista PAPER disse que o vídeo "imagina Petras como uma princesa dos dias de hoje saudando seu príncipe em uma torre surreal de cristal roxa e azul. No entanto, em vez de ficar confinada ao castelo como Rapunzel, Petras perambula pela paisagem escura do lado de fora, acabando tendo uma dança com seu interesse amoroso, quebrando molduras de vidro e seduzindo-o antes de se virar e se quebrar."

## Alinhamento de faixas
Download digital
1. "Heart to Break" – 3:45

Download digital – Remix EP
1. "Heart to Break" (Freedo Remix) – 4:01
2. "Heart to Break" (Freedo Heartbeat Remix) –3:34
3. "Heart to Break" (JUDGE Remix) – 4:28
4. "Heart to Break" (Dan Trapp Remix) – 3:47

## Recepção critica
A Billboard classificou o single como o melhor single da Era 1, chamando-o de "uma master class" e salientando que "se essa é a qualidade da música pop que ela é capaz de servir tão cedo em sua carreira, estaremos prestando atenção para Petras nos próximos anos."

## Desempenho nas tabelas musicais
| Tabela musical (2018)                       | Melhor posição |
| ------------------------------------------- | -------------- |
| Estados Unidos (Billboard Dance Club Songs) | 52             |